# Lausannefreden
Lausannefreden var ett fredsavtal mellan Storbritannien, Frankrike, Italien, Japan, Grekland, Rumänien och Jugoslavien å ena sidan och Turkiet å andra sidan som slöts den 24 juli 1923 i Lausanne i Schweiz, varvid Turkiets moderna gränser i stort fastställdes.
Turkiets segrar i grek-turkiska kriget gjorde att den nya turkiska republikanska regeringen vägrade erkänna freden i Sèvres som slöts mellan de allierade och Osmanska riket. Den turkiska republiken kunde genom fördraget i Lausanne som följde efter detta krig få ett internationellt erkännande samt avvisa de grekiska anspråken på delar av Turkiet, däribland staden Izmir. I samband med freden slöts ett fördrag om utväxlingen av etniska greker i Turkiet och turkar i Grekland, totalt cirka 1,7 miljoner människor.

## Bakgrund
När fredsfördraget i Sèvres 1920 efter första världskriget undertecknades, skrevs det under för Osmanska rikets del av sultanen Mehmet VI. Hans ställning var emellertid redan undergrävd till följd av den nationalistiska revolution som startat i Turkiet. I Ankara, en liten stad vid denna tid, hade nationalförsamlingen utsett generalen Mustafa Kemal till överbefälhavare för den nationalistiska armén. Under 1921-1922 utkämpade turkiska trupper strider mot Grekland, varvid grekiska trupper drevs ut från Mindre Asien. Mustafa Kemal vägrade att erkänna fredsfördraget i Sèvres och efter att sultanen hade tvingats avgå, lyckades Kemal att få till stånd ett nytt fredsavtal i Lausanne 1923. 

## Avtalet
Fredsavtalet innebar bland annat att Turkiet avstod från öarna Rhodos och Tolvöarna till Italien (se artikel 6, 12, 13, 15, 16 i originalet för korrekt info ang. öar, sjögränser och villkor ) och Cypern till England. Beträffande Mosul-områdets tillhörighet skulle den frågan lösas av Nationernas förbunds råd. Vidare reglerades genom fredsavtalet krigs- och handelsfartygs rätt att passera genom Bosporen. Genom fredsavtalet stadfästes i stort sett Turkiets moderna gränser (undantaget provinsen Hatay som senare annekterades från Syrien).
Med freden i Lausanne följde bland annat en folkförflyttning (jämför etnisk rensning), som med dagens syn på folkminoriteters rättigheter var anmärkningsvärd. Istället för att tillämpa folkomröstningens princip om att land ska följa befolkningen, använde man religionstillhörigheten som grund för folkomflyttningen. Sålunda förflyttades bland annat 360 000 turkar från Trakien i nordöstra Grekland och Kreta medan cirka 1,4 miljoner greker från Smyrna och andra delar av Mindre Asiens västkust tvingades flytta från områden som bebotts av greker alltsedan Homeros dagar.